# Нова Британија (Канада)
Нова Британија (енгл. New Britain (Canada), фр. Nouvelle-Galles du Sud (Canada)) као историјски термин ограничене употребе односио се у своје време на лоше мапиране земље Северне Америке северно од Нове Француске из 17. века. Назив се првенствено односио на данашње унутрашње делове Нунавика и Лабрадора, иако је у 18. веку ово нарасло и укључивало све копнене обале залива Хадсон и залива Џејмс северно од Канаде. Британски посетиоци су дошли да поделе округ на територије Новог Јужног Велса, Новог Северног Велса и Лабрадора. Име Лабрадор претходило је спомињању других имена више од једног века.

## Рано истраживање
Велшки капетан Томас Батон презимио је 1612. године на обали Хадсоновог залива, на ушћу реке коју је назвао Нелсон. Он је свој логор назвао Порт Нелсон, а „целу западну обалу Нови Велс.“" Седам година касније, 1619. године, дански капетан Јенс Мунк ће презимити у близини на ушћу реке Черчил, дајући им име Нова Данија (Nova Dania). (на латинском за „Нова Данска“).
Регију ће поново посетити дванаест година касније, 1631. године, капетани Томас Џејмс и Лук Фокс. Наводно је капетан Фокс, након што је открио крст који је Батон подигао у Порт Нелсону, крстио обалу северно од реке Нелсон као Нови Северни Велс, а све земље јужно као Нови Јужни Велс. Други извештај приписује догађај капетану Џејмсу, док се Фоксу приписује то што је региону доделио од тада заборављену етикету Њујоркшира (New Yorkshire).
- Нови Северни Велс – копно Кивалик у Нунавуту и северни регион у Манитоби јужно до Порт Нелсона.
- Нови Јужни Велс – Северна Манитоба јужно од Порт Нелсона до залива Џејмс, укључујући округ Кенора у Онтарију.
- Лабрадор - се односио на источну обалу залива Хадсон, укључујући Север Квебека (Nord-du-Québec) у Квебеку и модерног Лабрадора у Њуфаундленду и Лабрадору. Током ере „Нове Британије“ једина европска насеља у Лабрадору биле су мисије Моравске цркве у Наину (1771), Окаку (1776) и Хопдејлу (1782).

Капетан Џејмс Кук ће, 139 година касније, успешније користити назив Нови Јужни Велс за колонију Нови Јужни Велс која ће на крају обухватити већи део Нове Холандије (Аустралија). У то време северноамеричко име је почело да се губи из употребе.